# Balamkú
Balamkú (del maya: Balamkú: Balam, guardián, protector, ser sobrenatural (también jaguar); k'u, templo; "Templo del Jaguar"), es una antigua zona arqueológica maya en el estado de Campeche, en México, localizada dentro de la selva tropical de la Reserva de la Biosfera de Balam Kú. La pieza arqueológica más importante del sitio es un gran friso de estuco policromado, excepcional en los yacimientos mayas, llamado el friso del universo. La zona fue descubierta en 1990 y decretada como Zona Sujeta a Conservación Ecológica el 14 de agosto de 2003.

## Geografía
La zona arqueológica de Balamkú se ubica en medio de una espesa vegetación selvática dentro del área natural protegida de la Reserva de la Biosfera de Balam Kú del estado de Campeche, en el municipio de Calakmul. El acceso se realiza por un camino de 3 km, situado frente al ejido de Conhuás, que se encuentra sobre la carretera de Escárcega a Chetumal. Tiene una extensión aproximada de 1 km², está integrado por 3 grupos arquitectónicos: el grupo sur, el central y el norte, de los cuales los 2 primeros han sido excavados, pero solo parcialmente.

## Historia
De acuerdo a los hallazgos arqueológicos, Balamkú tuvo una larga ocupación prehispánica que se remonta al periodo preclásico siendo una antigua ciudad maya desarrollada en un largo periodo temporal, algunas de las cerámicas y estructuras del sitio han sido datadas entre los años 600 a. C. al 300 a. C. correspondiente al remoto periodo preclásico medio, durante esta temprana etapa la ciudad muestra una influencia notable de sitios mayores como Calakmul. El lugar fue posiblemente ocupado, durante la primera migración de los itzáes al poniente de la Península de Yucatán en el año 550 d. C. Entre los años 600 al 1000 d. C. en el periodo clásico, Balamkú tuvo una notable relación con el sitio de Becán ubicado a aproximadamente 60 km y fue también durante este periodo, específicamente en el clásico tardío cuando la ciudad colapsó parcialmente, aunque su ocupación continuo hasta el 1200 d. C. cuando fue abandonada.

## Arqueología
El sitio arqueológico consiste en tres grupos arquitectónicos con construcciones monumentales: el grupo sur, el grupo central y el grupo norte, de los cuales los 2 primeros han sido excavados, pero solo parcialmente. El estilo arquitectónico del sitio es mayoritariamente el estilo Chenes aunque también hay características propias del estilo Río Bec. 

### Friso del Universo
Es en el "grupo sur", en donde se encontró un friso de estuco que coronaba un palacio, llamado Casa de los cuatro reyes, en referencia a los cuatro personajes, aparentemente soberanos, que aparecen en el friso y que representa una alegoría del orden del universo, con figuras de un saurio, serpientes, jaguares, estilizadas e intercaladas entre ellas y un mascarón del dios Kinich Ahau.El friso es por su monumentalidad un hallazgo único en el área maya con una dimensión de 16 metros de largo y 1.80 de altura, fue elaborado en el periodo Clásico con una datación entre los años 550 al 600 d. C. y aún conserva restos de pintura de color rojo, azul y negro.